# Castelnovo di Sotto
Castelnovo di Sotto is een gemeente in de Italiaanse provincie Reggio Emilia (regio Emilia-Romagna) en telt 8294 inwoners (31-12-2004). De oppervlakte bedraagt 34,6 km², de bevolkingsdichtheid is 228 inwoners per km².
De volgende frazioni maken deel uit van de gemeente: Meletole.

## Demografie
Castelnovo di Sotto telt ongeveer 3263 huishoudens. Het aantal inwoners steeg in de periode 1991-2001 met 9,2% volgens cijfers uit de tienjaarlijkse volkstellingen van ISTAT.
| Jaar | Inwoneraantal |
| ---- | ------------- |
| 1991 | 7154          |
| 2001 | 7810          |

## Geografie
Castelnovo di Sotto grenst aan de volgende gemeenten: Boretto, Cadelbosco di Sopra, Campegine, Gattatico, Gualtieri, Poviglio.

## Geboren
- Stefano Baldini (25 mei 1971), marathonloper

Albinea · Bagnolo in Piano · Baiso · Bibbiano · Boretto · Brescello · Busana · Cadelbosco di Sopra · Campagnola Emilia · Campegine · Canossa · Carpineti · Casalgrande · Casina · Castellarano · Castelnovo di Sotto · Castelnovo ne' Monti · Cavriago · Collagna · Correggio · Fabbrico · Gattatico · Gualtieri · Guastalla · Ligonchio · Luzzara · Montecchio Emilia · Novellara · Poviglio · Quattro Castella · Ramiseto · Reggio Emilia  · Reggiolo · Rio Saliceto · Rolo · Rubiera · San Martino in Rio · San Polo d'Enza · Sant'Ilario d'Enza · Scandiano · Toano · Ventasso · Vetto · Vezzano sul Crostolo · Viano · Villa Minozzo
- Library of Congress Control Number: nr2003039446
- Nationale Bibliotheek van Israël: 987007498898605171
- Virtual International Authority File: 267742458

1. ↑  https://demo.istat.it/?l=it.